# Henry de Montherlant
Henry Marie Joseph Frédéric Expedite Millon de Montherlant (Parigi, 21 aprile 1895 – Parigi, 21 settembre 1972) è stato uno scrittore, drammaturgo e poeta francese.

Firma di Henry de Montherlant

Di nobile famiglia, ultimo esponente della tradizione del decadentismo, fu combattente volontario nella prima guerra mondiale e, come intellettuale, ispirato da Nietzsche e Gabriele D'Annunzio nella concezione eroica e aristocratica della vita. Durante la sua vita oscillò tra estetismo paganeggiante e cattolicesimo, esprimendo nelle sue opere un certo anti-sentimentalismo, il culto dell'uomo d'azione e un forte individualismo. Dopo la seconda guerra mondiale, fu accusato di collaborazionismo "morale" con il regime filonazista di Vichy e gli occupanti tedeschi e gli fu impedito di scrivere per un anno. Riprese in seguito la sua attività. Si diede la morte nel 1972. Fu Accademico di Francia dal 1960.

## Biografia
( Henry de Montherlant, Pietà per le donne, Milano, 1958,  p. 239.)
Di origini bretoni e catalane, figlio unico di Joseph e Marguerite Camusat de Riancey e nobile progenie, trascorse i primi anni dell'infanzia accanto a un padre preoccupato delle finanze familiari, a una nonna materna corrucciata e ansiosa, agli zii e al nonno, il Conte de Riancey, uomo politico, campione della monarchia e della religione (la nobiltà risale fino a Robert Millon, Seigneur d'Abbémont, nel sedicesimo secolo; il trisavolo era stato deputato all'Assemblea nazionale e della Costituente, poi ghigliottinato); ovvero in una atmosfera di memorie dotate di spessore, castellani, antichi lombi, oggetti d'arte e da collezione, belle donne e cavalli da corsa.

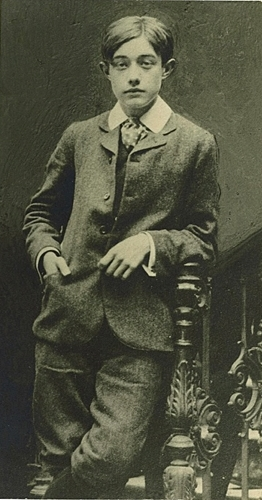
Montherlant a 14 anni

Studiò a Sainte-Croix de Neuilly e superò il baccelleriato nel 1912. Nel 1909, avendo assistito a Bayonne a una corsa di tori, concepì grande passione per la corrida, si esercitò nell'arte di toreare, e fu proprio in occasione di una becerrada che il suo nome comparve per la prima volta su un giornale, Le Torero di Nîmes.
La tauromachia, di cui fu particolarmente appassionato (a quindici anni uccise il suo primo toro), gli ispirò uno dei suoi migliori libri: Les Bestiaires (1926). Nell'arte del toreare Montherlant vide l'antico culto mitraico oltre che un simbolo della passione umana; la tauromachia è trattata anche con «l'intenzione di dare al fatto di sangue radici mitiche, senso divino». Nel 1925, durante una corrida ad Albacete, un toro gli perforò il polmone destro, ferendolo gravemente.
Divideva il suo tempo tra il circolo sportivo «L'Auto» e il patronato cattolico «Le Bon Conseil», leggendo avidamente, disegnando e facendo i primi tentativi di scrittura giovanile (La vie de Scipion – mai pubblicato – quando aveva appena dieci anni e Pro Unà Terrà, in collaborazione con Faure-Biguet, nel 1907); a venti anni pubblicò a sue spese, dopo il rifiuto di undici editori, La Releve du Matin, un omaggio ai soldati della Grande Guerra, a cui aveva preso parte, volontario, come soldato semplice; sul fronte dei Vosgi, nel 1918, fu ferito da sette schegge di granata.
Rimpiangendo lo spirito della guerra e trovando il mondo del dopoguerra abietto, Montherlant sentì la necessità di dar vita con alcuni amici ad una società segreta, che fu chiamata «l'Ordre».
I membri de «l'Ordre» si richiamavano ai cavalieri o ai samurai e al pari di questi disprezzavano la società borghese; «non potrebbe essere altrimenti per uno che possiede una civiltà interiore più rara e più avanzata di quella che circola intorno a lui». Alla base dell'«Ordre» erano sottesi valori come la droiture, la fierté, il courage, la sagesse, poi la fidélité, il respect de sa parole, il maîtrise de soi, il désintéressement e la sobriété. I colori erano il nero e il bianco; le donne non erano ammesse e il cristianesimo – «tra le cause dell'indebolimento dell'esercito romano alla fine dell'Impero» – era assente. La vita dell'«Ordre» durò circa dieci mesi.

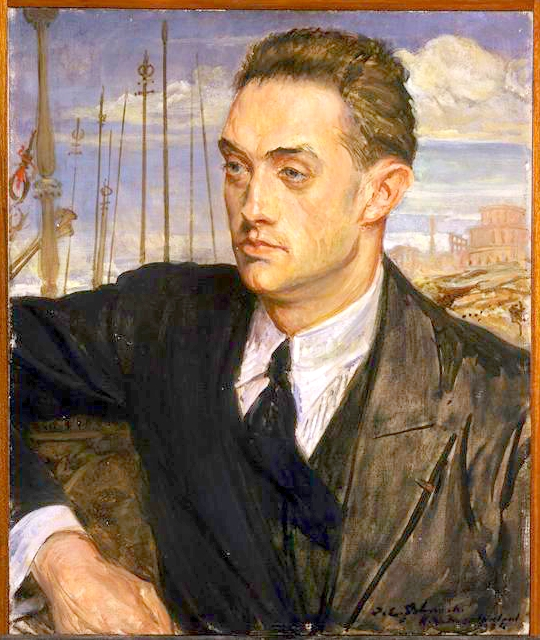
Jacques-Émile Blanche, Ritratto di Henry de Montherlant (1922), Musée des Beaux-Arts de Rouen.

Nel 1922 scrisse Le songe e nel 1923 Les Olympiques, opera nella quale celebrava i cultori dell'atletica leggera. Entrambi i testi sono una rassegna dei sogni eroici del giovane Montherlant. Egli cesella personaggi còlti nella solennità, quasi religiosa, dei campi di battaglia o delle palestre, esalta lo sforzo fisico, il coraggio, la virile abnegazione, il gusto dell'avventura, il superamento delle debolezze tipiche degli uomini comuni. Parallelamente, in Aux fontaines du désir (1927), abbracciò il culto della rinuncia come dominio di sé; il rifiuto, per Montherlant, è più nobile del desiderio.
I suoi primi successi furono la tetralogia Les jeunes filles (1936-1939; composto da: Le ragazze da marito, Pietà per le donne, Il demone del bene, Le lebbrose) e Les célibataires (1934). In Les jeunes filles Montherlant si scaglia contro il richiamo della tendresse, contro il sentimentalismo (a cui poi contrapporrà la carità), particolarmente vivi nell'animo femminile e che rischiano di corrompere l'uomo: «La storia dell'umanità, da Eva in poi, è la storia degli sforzi fatti dalla donna, perché l'uomo sia sminuito e soffra, e divenga il suo uguale».

Montherlant, in quest'opera, alza la sua protesta contro un'epoca in cui i grandi valori individuali vanno spegnendosi e la democrazia diffonde conformismo. All'anticonformismo virile si contrappone, secondo l'autore, il conformismo femminile: cioè la mimetica capacità delle donne di adattarsi alla vita, di sposarla nella sua contradditorietà e mediocrità, senza mai misurarla al paragone di un'ideologia, di un assoluto. Uno dei protagonisti è Pierre Costals, un alter ego dell'autore, una sorta di esteta dannunziano simile ad Andrea Sperelli che proclama: 
(H. de Montherlant, Le ragazze da marito)
L'opera, tacciata di misoginia, fu definita da Simone de Beauvoir una «cafoneria». In questo periodo lo scrittore viaggiò molto, specie in Spagna, Italia ed Algeria.
Da cattolico, con venature pagane, Montherlant vide nella Chiesa romana l'erede ideale della tradizione imperiale. Nella sua opera risentì molto degli scritti di Paul Adam, Maurice Barrès (dal quale ereditò il culto dell'individualismo e della forza), Paul Bourget, André Gide; ma anche dell'influsso della grande tradizione religiosa del Seicento francese, da Racine e Corneille a Bossuet – soprattutto per lo splendore magniloquente della sua prosa e per la statura grandiosa dei suoi personaggi –, di Marco Aurelio e Seneca, dei poeti persiani Firdusi, Saˁdi, Hafez, dei cinesi Li Bai e Du Fu, della cultura giapponese dell'epoca Tokugawa.
Non bastano tuttavia questi autori a spiegare interamente in Montherlant l'uomo e l'artista. Ad essi si aggiungono lo Stendhal dei cinici e risoluti eroi, e Maurras, evidente nella sua influenza quando Montherlant si dichiara cattolico di tradizione ma incredulo cattolico, per la difesa di un determinato ordine temporale ma anticristiano. Su tutto incombe l'ombra di Nietzsche e quella di Gabriele D'Annunzio, che si spinse d'altra parte a complimentarsi con lui e a cui Montherlant rese ampiamente omaggio negli ultimi carnets.

### Avant-guerre
( Henry de Montherlant, La Marée du soir, Paris, Gallimard, 1972,  pp. 74-75.)
Dal 1932 al 1940 visse l'avant-guerre dialetticamente. Rinunciò alla pubblicazione integrale della Rose de sable, che conteneva pagine a favore dei musulmani dell'Africa del Nord, quindi un atteggiamento critico nei riguardi della dominazione francese in Algeria («In guerra, negli stadi, avevo visto la violenza solo da pari a pari: violenza sana. Nel Nord Africa la vedo esercitata dal forte, dall'europeo, sul debole, sul nativo»). Prese a collaborare a periodici di opposte tendenze politiche (L'Echo de Paris, Le Figaro, L'Intransigeant, Le Jour, Candide, ma anche Le Quotidien, La Volonté e  Marianne). Si compiaceva nel ricordare che il suo Le Songe era stato ammirato da Mussolini e Masaryk; il Chant funèbre da Poincaré e Hindenburg, ma anche da Romain Rolland e Vandervelde. Rifiutò premi non compatibili con alcune sue convinzioni, versandone l'ammontare equamente a soldati francesi e marocchini perché, per quanto nemici, «avevano fatto ugualmente il loro dovere»; firmò manifesti pro russi bianchi e rossi; ruppe il secondo fidanzamento nel 1934, dopo averne rotto un altro dieci anni prima.

### La seconda guerra mondiale
Nel 1940, inabile al servizio militare, si fece inviare come corrispondente di guerra del settimanale Marianne nella Somme e nell'Oise, dove fu ferito leggermente da una bomba, riportando sette schegge non più estratte.
Scrisse inoltre per il teatro, specie dopo la seconda guerra mondiale, pubblicando opere come La reine morte (1934), Pasiphaë (1949), Malatesta (1950) e la trilogia - segnata da un rigorismo di derivazione giansenista - dei «drammi sacri»; ovvero: Le Maître de Santiago (1947), La ville dont le prince est un enfant (1951), Port-Royal (1954).
Tra gli ultimi eredi del decadentismo europeo, Montherlant unì il gusto estetizzante del passato a una vena di inquieto moralismo, che lo portò sia nei romanzi che nel teatro a scrutare il dramma di anime belle e tormentate, superiori alla comune umanità: nei suoi romanzi, in particolare, amava ritrarre personaggi eroici e moralmente perfetti.

### Gli anni del dopoguerra
(da Il caos e la notte)
Accusato di collaborazionismo, finito sulla lista di proscrizione, nel dopoguerra gli fu proibito di pubblicare per un anno. L'adesione dello scrittore al governo del Maréchal Pétain fu essenzialmente «morale» e «spirituale»; a Pétain lo legava l'aver preso parte, in qualità di segretario generale, alle operazioni di allestimento dell'Ossario di Douaumont, ma non ebbe incarichi attivi nel regime come altri, ad esempio Robert Brasillach, e difficili furono i suoi rapporti con Louis-Ferdinand Céline. Durante il procedimento epurativo ai suoi danni, Montherlant ebbe, tramite lettera pubblica, il sostegno di Odette Michéli, delegata francese della Croce Rossa, dove vengono ricordati l’"aiuto morale e intellettuale" e le "generose donazioni alla Croce Rossa svizzera" da parte di Montherlant durante la guerra, per aiutare i bambini in grave difficoltà.
Non mancheranno critiche dell'autore al regime di Pétain, soprattutto in merito all'educazione dei giovani: Montherlant ritenne degradante la produzione cinematografica (il suo giudizio sul cinema fu in generale negativo: definì il cinematografo «fogna del XX secolo» e Charlie Chaplin «un mediocre pagliaccio di cinema»), le riviste e le trasmissioni radiofoniche e detestabile l'istituzione della Loterie Nationale. In linea con la politica famigliare del regime fu invece la seguente dichiarazione rilasciata a Radio-Jeunesse: «Con le signorine farò in fretta: quando avrò detto loro "tenete in ordine la casa, fate la cucina, dei figli e l'amore", avrò detto loro tutto». Ma le critiche non riguardarono mai la politica estera; egli si limitò a denunciare gli stessi mali che avevano condotto alla disfatta della Terza Repubblica, invocando misure da parte del regime.
Nel dopoguerra, nel rispondere alle accuse di collaborazionismo, Montherlant sostenne che la libertà di espressione sulla stampa collaborazionista era così grande da consentirgli anche di esprimere idee opposte alla politica del regime. Tra gli articoli critici verso la dominazione tedesca l'autore indicò Redevenons une insolente nation e un articolo sui moralisti persiani; a proposito del quale Montherlant affermò che nulla vi è di più contrario al nazionalsocialismo della morale e della civiltà persiana del Medioevo. Ribadì, tuttavia, il proprio rispetto verso l'avversario.
Affascinato dalla figura di Sigismondo Malatesta, al quale si sentiva unito da un fantasioso legame di sangue, nel 1950 fece mettere in scena il dramma in quattro atti Malatesta, che ripercorreva gli ultimi mesi di vita, dal giugno all'ottobre 1468, del condottiero e signore di Rimini. L'opera fu rappresentata eccezionalmente a Rimini, all'anfiteatro romano di Lecce, a Pescara, a Fano (che fu tra i possedimenti di Malatesta) e al Teatro Romano di Gubbio.
Inquadrabile nel contesto dell'anarchismo di destra o del radicalismo politico, estraneo ai movimenti politici o d'avanguardia e lontano dalla vita mondana della capitale, Montherlant fu vivacemente contestato per le sue posizioni conservatrici durante una rappresentazione del Cardinale di Spagna (1960) alla Comédie-Française. Più che di vero conservatorismo, per Montherlant, si può parlare di un superbo, anche se anacronistico, tentativo di riportare nelle lettere francesi, in piena civiltà di massa e letteratura sperimentale, lo splendore della tradizione.

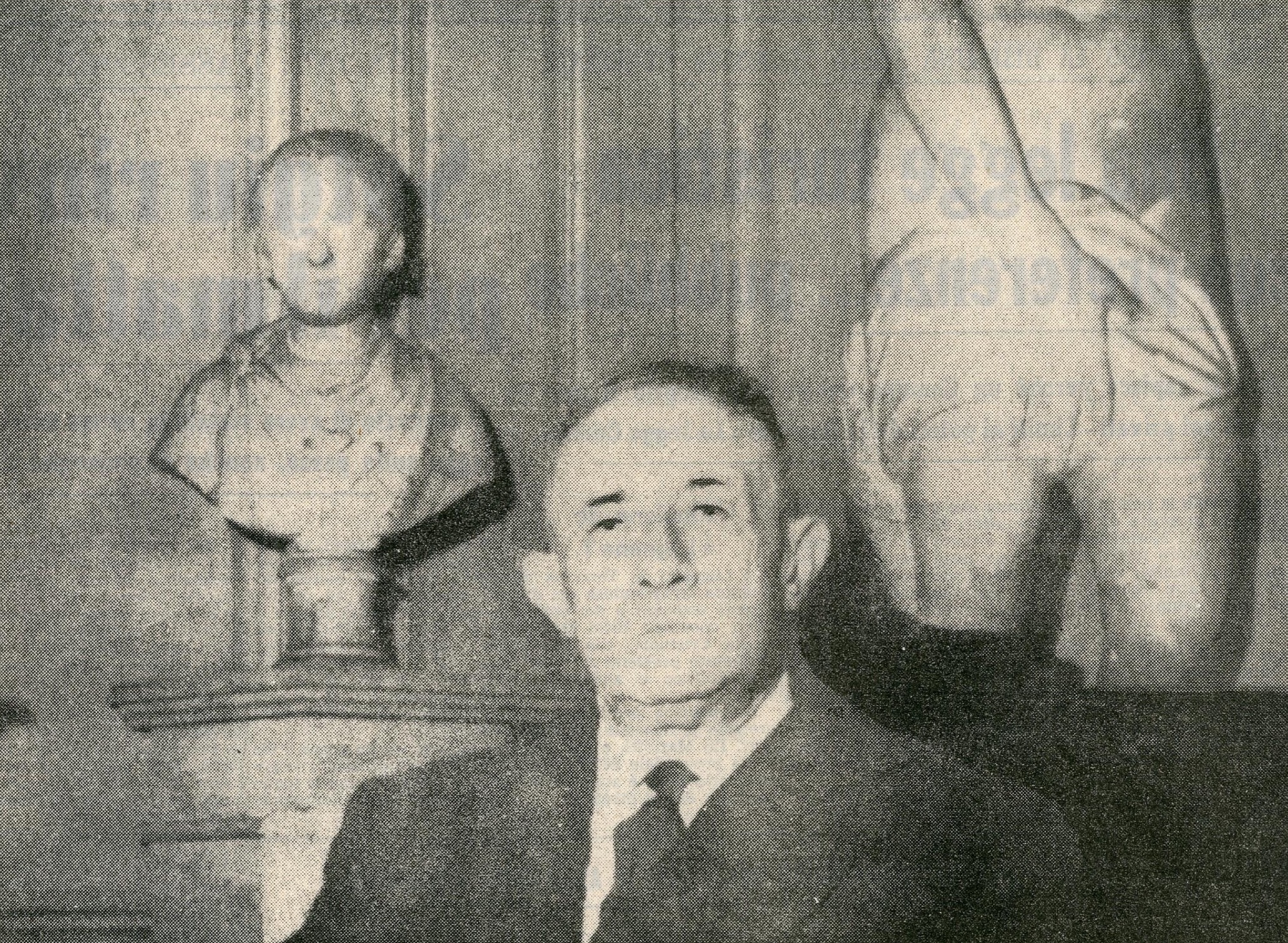
Henry de Montherlant fra le statue antiche nell'appartamento sul Quai Voltaire, Parigi.

Nel 1963 pubblicò, con discreto successo, Il caos e la notte; un ritratto, in parte grottesco, di un anarchico spagnolo incapace di approdare ad alcun significato universale; una critica sia del comunismo che della società statunitense, ma anche della Chiesa cattolica e della Spagna franchista, anche per la sua compromissione con gli Stati Uniti.
Appassionato di storia romana, nel 1965 fece rappresentare a Parigi il dramma La Guerre civile, la cui trama è imperniata sulla fase conclusiva del duello tra Cesare e Pompeo. Allo scrittore interessano non le alterne vicende belliche, bensì il conflitto fra le ambizioni rivali dei due aspiranti alla supremazia entro lo Stato romano. Nel dramma tale contrasto di idee e di programmi anima il dialogo tra Pompeo e Catone, uniti soltanto nell'avversione a Cesare che non figura sulla scena, ma la domina ed è presente come un incubo minaccioso. Nel 1970 pubblicò Le Treizième César, una raccolta di saggi composti fra il 1955 e il 1970 e consacrati a Roma antica. Nell'ultimo saggio, l'età del tredicesimo Cesare – che secondo l'autore si potrebbe chiamare anche «Progrès» – egli condanna amaramente l'epoca contemporanea.
Esteta armato, «anarca» – Ernst Jünger vedrà nella prefazione di Service inutile il Montherlant più vicino al prototipo dell'«anarca» –, la sua vita fu segnata da uno spirito di profondo anticonformismo, che lo portò nella vita come nell'arte, a sdegnare ogni forma di convenzione in contrasto con le proprie convinzioni.
Quando fu eletto nell'Académie française – di cui fu membro dal 1960 al 1972 –, senza aver proposto come da consuetudine la propria candidatura, egli rifiutò di indossare l'uniforme di gala e anziché pronunciare, secondo la tradizione, l'elogio funebre del suo predecessore, non esitò ad esprimere la sua divergenza di idee verso il sociologo André Siegfried.
(Da una lettera a Luigi Bàccolo, 3 giugno 1970)

### Gli ultimi anni e la morte
( H. de Montherlant, Mort de Caton.)

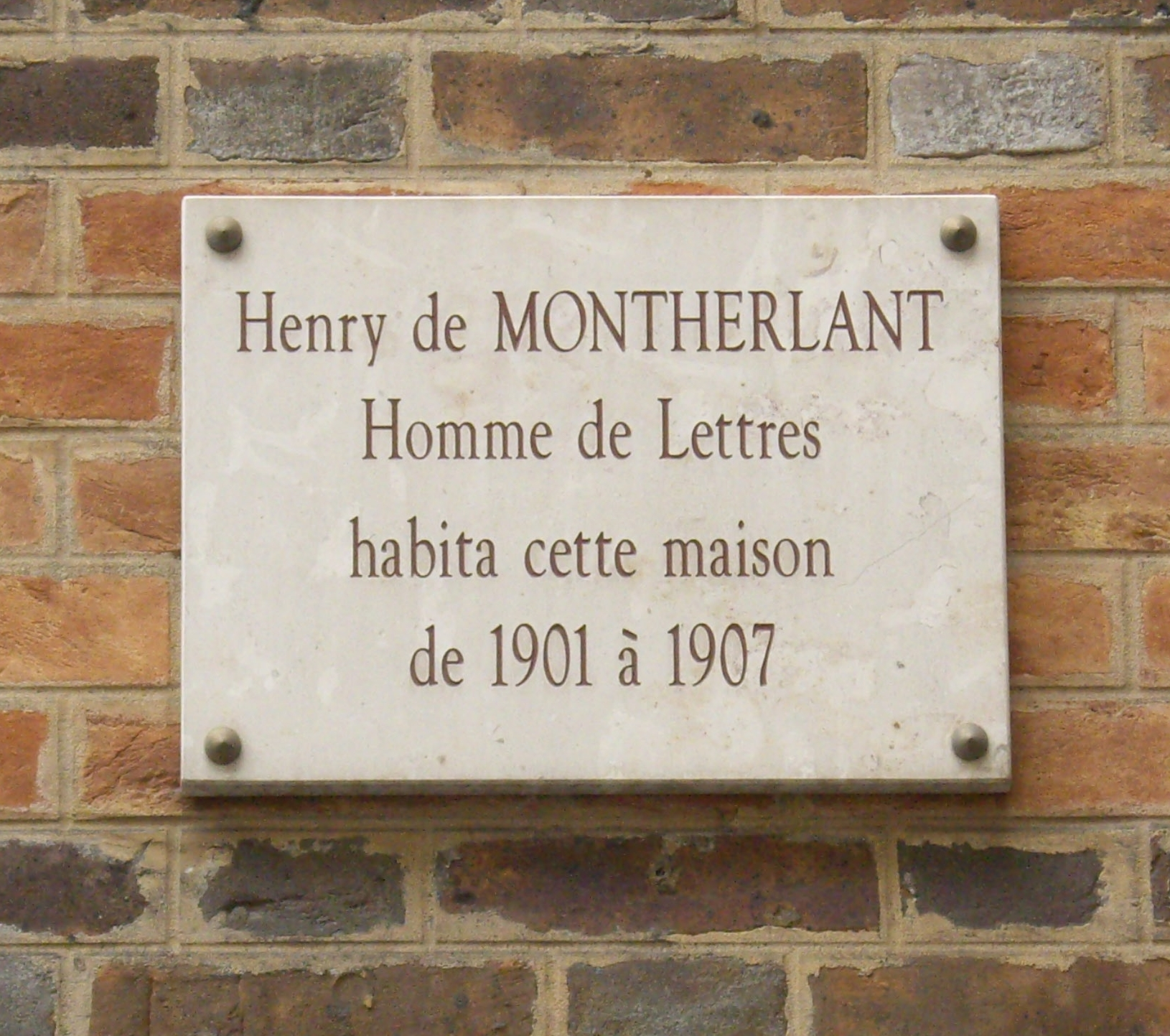
Targa commemorativa di Henry de Montherlant, in Rue Lauriston, Parigi.

Nel 1971 pubblicò il suo ultimo romanzo Un assassin est mon maître; giudicato una satira della società psicanalitica, costituisce anche una presa d'atto dell'antitesi tra società umanistica e cristiana e società psicanalitica, quest'ultima caratterizzata dalla assenza di carità, scopo invece essenziale – secondo l'autore – di tutte le religioni, come sintetizzato anche dal detto musulmano: 
 Il protagonista, influenzato dall'Introduzione alla psicoanalisi di Freud, finisce per credere di essere affetto da una nevrosi; ma in realtà non c'è alcuna nevrosi in lui, a parte quella che viene considerata una forma di nevrosi e che si chiama «delicatezza d'animo». All'origine della sua nuova condizione c'è il crollo delle difese psicologiche che permettono all'individuo di sopravvivere – anche aggredendo a sua volta – di fronte allo spettacolo dell'«eterna bassezza dell'uomo egoisticamente integrato nella società».
In seguito a un'insolazione nel 1959, cominciò a soffrire di vertigini e di perdite d'equilibrio, a cui si aggiunsero l'agorafobia e la perdita quasi totale della vista in seguito a un ictus cerebrale nel 1968.

#### Il suicidio
Divenuto quasi cieco, si suicidò nel 1972, ripetendo il gesto dei filosofi stoici che aveva pubblicamente ammirato per tutta la vita.

Quattro ore prima di morire dichiarò al pittore Mac'Avoy: «Sono sulla lista nera. [...] So che tutto è finito per me». Pierre Pascal, conoscente dell'autore, additò Roger Peyrefitte – noto per le sue uscite diffamatorie (anche lo scrittore cattolico e premio Nobel François Mauriac e papa Paolo VI furono tra i bersagli di Peyrefitte) – quale responsabile morale della morte: 
(Pierre Pascal)
Durante la sua vita Montherlant fu sempre molto riservato e non scrisse mai nulla sulla propria vita sentimentale e sessuale; nei romanzi ritenuti a sfondo autobiografico i personaggi praticano la sessualità eterosessuale. Nel citato libro di memorie Peyrefitte alluse a un segreto, e nel 1968 pubblicò parte della corrispondenza, secondo lui cifrata, intercorsa con Montherlant tra il 1938 e il 1941, fornendo una chiave di decifrazione che accusava lo scrittore di discutere spesso della pederastia e, indirettamente nel romanzo Le amicizie particolari (trasposto in film nel 1964), sostiene implicitamente che Montherlant avesse avuto rapporti omosessuali con giovani ragazzi. Questo è riportato da Pierre Sipriot nella sua biografia di Montherlant.

Prevedendo in un certo senso queste "rivelazioni", negli ultimi Carnets Montherlant le descrisse come falsità e appuntò: 
Secondo Marie-Christine Giquel, figlioccia dell'autore, Montherlant avrebbe confidato a suo padre di avere due figli non riconosciuti (spesso si era dichiarato contrario nei suoi scritti ad avere una famiglia propria), la cui identità non è stata tuttavia stabilita. Si sa che frequentò a lungo l'insegnante e critica letteraria Marguerite Lauze (1892-1973), incontrata la prima volta nel 1926 e rivista nel 1940 a Grasse. Nel 1952 istituì un fondo a loro favore e nominò lei e suo figlio, Jean-Claude Barat, come suoi eredi testamentari. Lauze ottenne l'usufrutto dei beni dello scrittore, mentre il figlio la nuda proprietà ereditando il patrimonio di Montherlant alla morte della madre, oltre che l'incarico di esecutore testamentario. Marguerite Lauze morì solo quattro mesi dopo Montherlant. A Jean-Claude Barat fu chiesto chi fosse suo padre ed egli rispose così: "Quando mi viene chiesto se sono figlio di Henry de Montherlant, non rispondo. Ma dal momento che ha avuto quest'amicizia per noi, andrò così lontano da dirti: c'è una buona possibilità che sia così." Jean-Claude Barat fu antiquario e padre a sua volta di una figlia.
Tre mesi prima di togliersi la vita, Montherlant trascrisse in un messaggio indirizzato a Gabriel Matzneff una frase di Ernst Jünger sul suicidio: «Le suicide fait partie du capital de l'humanité». Questo tema era ricorrente nei suoi scritti, quasi ossessivo negli ultimi della sua vita.

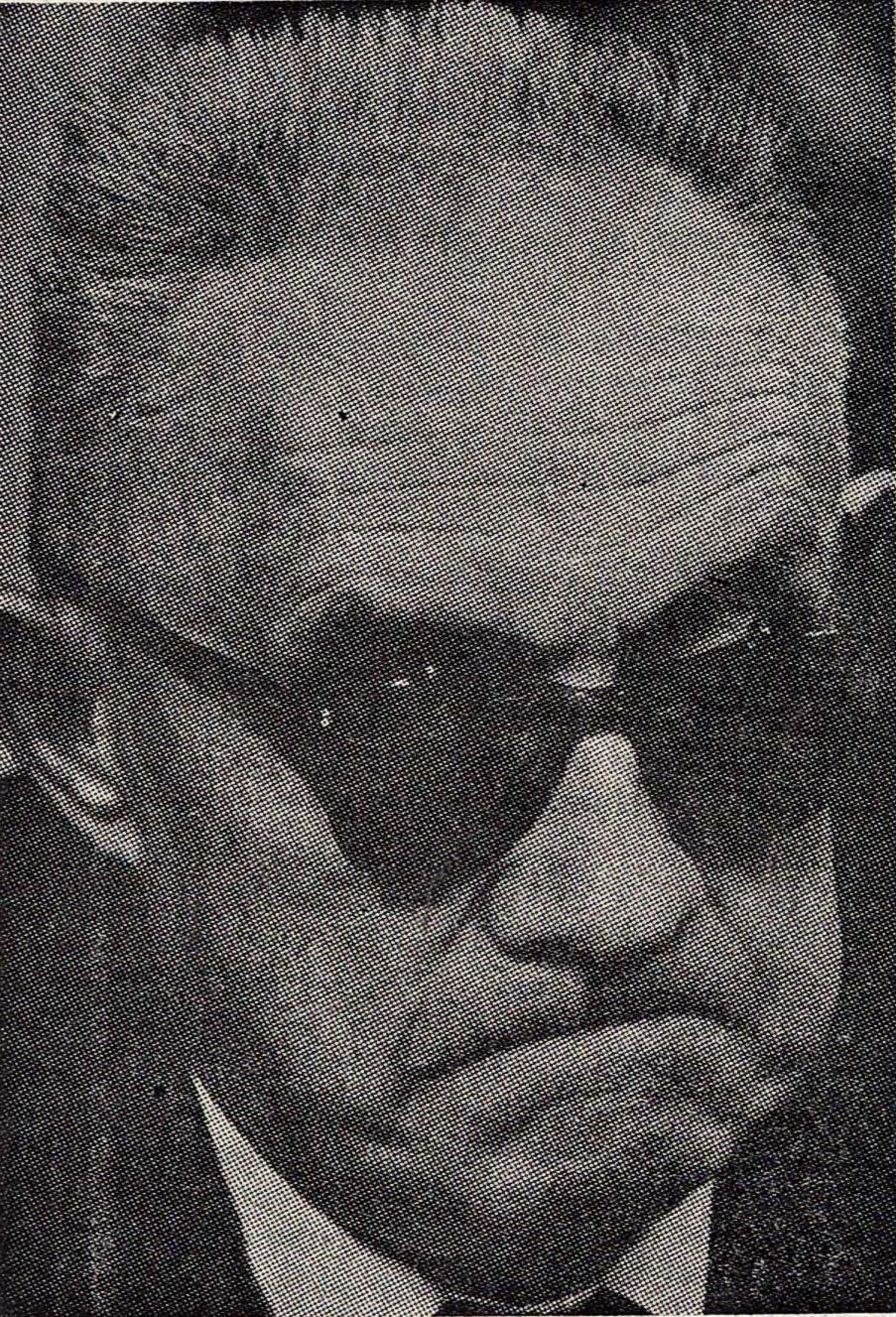
Montherlant negli ultimi anni di vita

L'ultimo giorno di vita lo scelse nell'estremo dell'estate, l'equinozio celebrato in uno scritto precedente, giovedì 21 settembre 1972. Come sempre, fece colazione in un ristorante vicino a casa, quindi dormì un poco secondo una sua abitudine. Poco prima delle quattro pomeridiane allontanò con un semplice pretesto la segretaria, poi ruppe tra i denti una capsula di cianuro e immediatamente si sparò un colpo di pistola alla gola. La segretaria, quando sentì l'esplosione del colpo, corse nella stanza da poco lasciata. La testa di Montherlant era rovesciata all'indietro e la pistola era ancora stretta nella mano.
Accanto al corpo, insieme a tre lettere (una per la segretaria, una per l'ufficiale giudiziario, in cui spiega che trattasi realmente di suicidio per evitare aperture di indagini, e una per suo cugino, lo scrittore cattolico Michel de Saint Pierre), fu rinvenuto un documento firmato e datato diversi mesi prima in cui lasciò scritto, accanto ad un breve messaggio d'addio ("Mio caro Claude, sto diventando cieco. Mi uccido. Ti ringrazio per quello che hai fatto per me. Tua madre e tu, siete i miei unici eredi. Molto affettuosamente") a Jean-Claude Barat, le proprie ultime volontà:
Fu la coerente conseguenza di un particolare modo di concepire la propria esistenza. L'idea del suicidio in Montherlant non nacque da un momento di debolezza, ma trovò la sua radice in una concezione pagana della vita e nel fortissimo ideale estetico che lo animava e che lo portava a respingere ogni appannamento, ogni deterioramento. A ciò si univa la convinzione di avere esaurito il proprio compito terreno: così egli volle uscire di scena, scegliendo il suicidio, una «particella di libertà, nella necessità».
Montherlant tuttavia comprendeva le ragioni della morale cristiana che si opponeva al suicidio: «Se ammiro il coraggio di coloro che si suicidano — aggiungeva nello stesso testo — ammiro anche il coraggio di coloro che per quindici secoli - secoli del cristianesimo - hanno sopportato tutto, perfino le cose più atroci, senza suicidarsi. Il coraggio di morire e di non morire».

Per questo motivo, Montherlant pensava che il suo gesto finale non contraddicesse i principii del cristianesimo. Egli stesso annota in La marée du Soir - Carnets 1968-1971: 
Ma anche: «Quest'uomo che si considera cristiano, si è tirato un colpo di revolver perché non era più d'accordo col mondo che è stato creato. Ha fatto un segno di croce sul revolver, l'ha baciato e se n'è andato».
Inoltre, afferma di avere consultato un cattolico eminente: questi gli rispose che le cerimonie ufficiali che generalmente accompagnano la morte dei cattolici non erano necessarie e che contava soprattutto l'intenzione. Secondo questa spiegazione, che Montherlant fa sua, i funerali religiosi sono un onore che la Chiesa riserva ai suoi fedeli e che questi ultimi possono rifiutare.

Negli stessi Carnets, alla data del 14 gennaio 1971, è scritto: 
E ancora: 

In un primo testamento aveva lasciato scritto: «Desidero che il volto del mio cadavere venga ricoperto con la maschera di guerriero romano, che mi si posi sul letto l'Eros funebre e sul basso ventre la testa di toro di Guadalest. Che le mie ceneri vengano disperse in Roma». Le sue ceneri furono così sparse, alla presenza di un funzionario del governo italiano, dall'esecutore testamentario e presunto figlio naturale Jean-Claude Barat e dallo scrittore Gabriel Matzneff sulle lastre del pavimento del Tempio di Portuno, nel Tevere, nei pressi dell'Isola Tiberina e – come raccontò Matzneff nel Figaro – sul Foro, lanciate da «un muretto a gomito che domina l'arco di Settimio Severo e la Curia e che, secondo una tradizione antica, è il punto preciso in cui Remo e Romolo furono allattati dalla Lupa». Era la notte tra il 21 e il 22 marzo 1973, equinozio di primavera: «La luna alta nel cielo» – scrive Matzneff – «rischiarava il paesaggio di morte ed un complice vento portò Montherlant verso l'angolo occidentale della basilica Emilia, là dove l'Argileto sfocia sul Foro... Simili alle ali diafane di una farfalla, alcune ceneri caddero volteggiando sulle foglie degli oleandri». Matzneff aggiunse che: 
(Gabriel Matzneff, Le défi, Paris, La table ronde, 1988))
Questo desiderio, «essere ridotto in ceneri dal fuoco, affinché fossero disperse a brezza leggera sul Foro, tra i Rostri e il Tempio di Vesta», riferito da Pierre Pascal a Julius Evola (autore elogiato da Montherlant nei suoi ultimi anni), fu alla base della volontà testamentaria simile espressa dal filosofo italiano alla sua morte nel 1974. I suicidi di Yukio Mishima (1970) e Dominique Venner (2013) sono stati paragonati all'estremo gesto di Montherlant, e in particolare si è sostenuta un'influenza sul pensiero di Venner (suicida nella cattedrale di Notre-Dame), dello scritto di Montherlant Il solstizio di giugno.

## Opere

### Narrativa
- La Jeunesse d'Alban de Bricoule:
  - Le Songe (1922)
  - Les Bestiaires (1926)
  - Les Garçons (1969)
- Les Célibataires (1934)
- Les Jeunes Filles:
  - Les Jeunes Filles (1936)
  - Pitié pour les femmes (1936)
  - Le Démon du bien (1937)
  - Les Lépreuses (1939)
- Le Chaos et la Nuit (1963)
- La Rose de sable (1968)
- Un assassin est mon maître (1971)
- Pubblicazioni postume:
  - Thrasylle (1984)
  - Moustique (1986)

### Teatro
- L'Exil (1914 - 1929)
- Pasiphaé (1936)
- La Reine morte (1942)
- Fils de personne (1943)
- Un incompris (1943)
- Malatesta (1946)
- Le Maître de Santiago (1947)
- Demain il fera jour (1949)
- Celles qu'on prend dans ses bras (1950)
- La Ville dont le prince est un enfant (1951 - 1967)
- Port-Royal (1954)
- Brocéliande (1956)
- La Mort qui fait le trottoir (Don Juan) (1956)
- Le Cardinal d'Espagne (1960)
- La Guerre civile (1965)

### Racconti
- Les Voyageurs traqués:
  - Aux fontaines du désir (1927)
  - La Petite Infante de Castille (1929)
  - Un voyageur solitaire est un diable (1961)
- Pubblicazioni postume:
  - Mais aimons-nous ceux que nous aimons? (1973)
  - Le Fichier parisien (1974)
  - Coups de soleil (1976)
  - Quelques mois de féerie, quelques jours de galère. Inédits nord-africains (1926-1940) (1995)

### Saggi
- La Relève du matin (1920)
- Les Olympiques (1924)
- La mort de Peregrinos (1927)
- Mors et vita (1932)
- Service inutile (1935)
- L'Équinoxe de septembre (1938)
- Les Nouvelles chevaleries (1941)
- Le Solstice de juin (1941)
- Notes de théâtre (1943)
- Textes sous une occupation (1940-1944) (1963)
- Discours de réception à l'Académie française et réponse du duc de Lévis Mirepoix (1963)
- Le Treizième César (1970)
- La Tragédie sans masque. Notes de théâtre (1972)
- Essais critiques (1995)

### Carnets
- Carnets 1930-1944 (1957)
- Va jouer avec cette poussière (1958-1964) (1966)
- La Marée du soir (1968-1971) (1972)
- Pubblicazioni postume:
  - Tous feux éteints (1965, 1966, 1967, 1972 et sans dates) (1975)
  - Garder tout en composant tout (Derniers carnets, 1924-1972) (2001)

### Poesia
- Les Sauteurs de haies (1924)
- Encore un instant de bonheur (1934)

### Lettere
- Correspondance (1938-1941), présentation et notes de R. Peyrefitte et Pierre Sipriot, Robert Laffont, 1983
- Lettres à Michel de Saint Pierre, préface de Michel de Saint Pierre, Albin Michel, 1987

### Vari
- Pages catholiques, recueillies et présentées par Marya Kasterska, Plon, 1947
- Dessins, préface de Pierre Sipriot, Copernic, 1979

## Traduzioni italiane
- Quelle che prendiamo tra le braccia: dramma in tre atti, in Sipario, traduzione di Camillo Sbarbaro, n. 63, 1951.
- Il gran maestro di Santiago; La regina morta; Malatesta, traduzione di Massimo Bontempelli, Camillo Sbarbaro, Milano, Bompiani, 1952. Riedito in parte:  Malatesta : dramma in quattro atti, traduzione di Camillo Sbarbaro, con una nota critica di Luca Scarlini, Rimini, Raffaelli, 1995.
- Gli scapoli, traduzione di Egidio Bianchetti, Milano, Mondadori, 1953.
- Ragazze, traduzione di Maria Luisa Cipriani Fagioli, con Pietà per le donne, Il demone del bene, Le lebbrose, Milano, Mondadori, 1958. Nuova traduzione:  Le ragazze da marito [Volume primo della tetralogia], traduzione di Cesare Colletta, Milano, Adelphi, 2000.
- Il cardinale di Spagna; Port-Royal, traduzione di Giuseppina Gozzini, Camillo Sbarbaro, Milano, Bompiani, 1961. Riedito in parte:  Port-Royal, traduzione di Camillo Sbarbaro, Torino, Nino Aragno Editore, 2015.
- Il caos e la notte, traduzione di Giuseppe Mormino, Milano, Bompiani, 1965.
- La guerra civile : dramma in tre atti, premessa e traduzione di Piero Buscaroli, Torino, Fògola, 1976.
- Il solstizio di giugno, introduzione e traduzione di Claudio Vinti, Napoli, Akropolis, 1983.
- Pasiphaë, traduzione di Luca Coppola, introduzione di Claudio Vinti, Palermo, Novecento, 1990.
- L'infinito è dalla parte di Malatesta, introduzione di Giuseppe Scaraffia e appendice a cura di Moreno Neri, Rimini, Raffaelli, 2004.
- Giulio Cesare. Dialogo con un’ombra, traduzione di Giovanni Balducci, a cura di Giovanni e Giuseppe Balducci, Torino, Aragno, 2023.
- Il Bestiario Celeste, traduzione di Giovanni Balducci, a cura di Giovanni e Giuseppe Balducci, Torino, Aragno, 2024.

## Premi letterari
- 1920 - Prix Montyon
- 1934 - Gran premio di letteratura dell'Accademia francese per l'insieme della sua opera letteraria.[72]
- 1934 - Prix Northcliffe